# کانلی (شهرستان کوشنارنکوفسکی، باشقیرستان)
کانلی (انگلیسی: Kanly, Kushnarenkovsky District, Republic of Bashkortostan) یک شهرک در شهرستان کوشنارنکوفسکی جمهوری باشقیرستان در کشور روسیه است.